# Muzik (singolo)
Muzik è il secondo singolo delle 4Minute estratto dal loro primo Ep For Muzik.
La canzone è stata registrata nel 2009 e pubblicata nell'agosto del 2009.

## Esibizioni dal vivo
Le 4Minute hanno avuto il loro debutto con brano il 4 settembre 2009, esibendosi nella Music Bank della KBS. Il gruppo ha continuato a promuovere la canzone per tutto settembre e su Music Bank, Mostra di MBC! Musica Core M Mnet!Countdown e di SBS The Music Trend.

## Tracce
1. For Muzik
2. Muzik
3. Hot Issue
4. Muzik (inst.)

## Video musicale
Il 30 agosto 2009, il teaser del video è stato pubblicato on-line, e il 1 ° settembre, il video completo è stato pubblicato. Il video musicale inizia con la traccia intro "For Muzik", seguita da una scena che mostra la danza del gruppo in una stanza con le luci lampeggianti.
La versione giapponese inizia con la canzone, in quanto non vi era alcuna traccia intro per il singolo giapponese. Questa versione mostra i membri in una stanza blu con lampeggiante, con scene girate in una stanza rossa. .

## Classifiche
| Classifica                 | Posizione massima |
| -------------------------- | ----------------- |
| Gaon Digital chart         | 2                 |
| Gaon Streaming chart       | 1                 |
| Gaon Download chart        | 9                 |
| Gaon BGM chart             | 1                 |
| Gaon Mobile Ringtone chart | 2                 |

### Muzik (Japanese Version)
Muzik (Japanese Version) è il singolo di debutto giapponese sotto la casa siscografica Far Eastern Entertainment.
Il singolo è il primo estratto da il loro primo album giapponese Diamond.
La canzone è stata registrata nel 2010 e pubblicata nel maggio del 2010.

## Successo commerciale
Il brano è arrivato al decimo e ventunesimo posto nella Billboard giapponese.

## Tracce
1. Muzik (Japanese Version)
2. Hot Issue
3. Muzik (korean version)
4. Muzik(inst.)
5. Hot Issue (inst.)

## Classifiche
| Classifica                 | Posizione massima |
| -------------------------- | ----------------- |
| Gaon Digital chart         | 10                |
| Gaon Streaming chart       | 4                 |
| Gaon Download chart        | 8                 |
| Gaon BGM chart             | 21                |
| Gaon Mobile Ringtone chart | 5                 |